# マイ・ガーディアン・エイリアン
『マイ・ガーディアン・エイリアン』（英語: My Guardian Alien）は、フィリピンのテレビドラマ。2024年4月1日、 GMAネットワークで初公開された。 主演はマリアン・リベラ。

## 登場人物

### 主要キャラクター
キャサリン・ヴィジェガス＝ソリアーノ / 11-1-20-8-5-22-9-12-5 / グレース
演：マリアン・リベラ

### 脇役
カルロス・ソリアーノ
演：ギャビー・コンセプシオン
ビーナス・デル・ロサリオ
演：マックス・コリンズ
ケフェウス「セフ」コロナ
演：ギャビー・アイゲンマン
ドイ・ソリアーノ
演：ラファエル・ランディチョ
マリテス
演：キライ・セリス
ミンゴイ
演：アーノルド・レイエス
イサイ
演：ターニャ・ゴメス
カレン
演：タルト・カルロス
ノヴァ・ソリアーノ
演：マリッサ・デルガド
スプートニク
演：クリスチャン・アントリン
アリス
演：ジョシュ・フォード
ハレー・デル・ロザリオ
演：ケイトリン・ステーブ
ケビン
演：ショーン・ルーカス
デルフィン
演：キルスト・ヴィライ